# Lago Wanahoo
O Lago Wanahoo é um lago artificial de 637 acres (2,6 km²) construído a uma milha (1,6 km) ao norte de Wahoo, em Nebraska, Estados Unidos da América. O projeto no Angra de Areia Drenada (inglês: Sand Creek Watershed) inclui uma represa.